# Pierre Erwan Guillaume
 (janvier 2020).
Pierre Erwan Guillaume, né à Paimpol (Côtes-d'Armor) est un scénariste et cinéaste français.

## Biographie
Pierre Erwan Guillaume passe son enfance à Landivisiau (Finistère). Il poursuit des études de droit, puis entre à la Femis (promotion 1991, département scénario). Il a écrit de nombreux scénarios, réalisé un long métrage et animé des ateliers d'écriture dans le monde francophone.

## Filmographie
- Les Fourmis rouges, 1996, court métrage de Pierre Erwan Guillaume, réalisateur et scénariste
- Bonne résistance à la douleur, 1998, court métrage de Pierre Erwan Guillaume, réalisateur et scénariste
- Haut les cœurs !, 1999, de Sólveig Anspach, scénariste
- La Répétition, 2001, de Catherine Corsini, coscénariste
- À ce soir, 2003, de Laure Duthilleul, coscénariste
- Stormy Weather, 2003, de Sólveig Anspach, coscénariste
- France Boutique, 2003, de Tonie Marshall, coscénariste
- L'Ennemi naturel, 2004, de Pierre Erwan Guillaume, réalisateur et scénariste
- Les Anonymes, 2013, de Pierre Schoeller, scénariste
- Sanctuaire, 2015, téléfilm d'Olivier Masset-Depasse, sur Canal+, coscénariste
- De grandes espérances, 2022, de Sylvain Desclous, coscénariste

## Hommages
- 2005 : prix du meilleur film du festival de Lisbonne pour L'Ennemi naturel
- 2015 : Fipa d'or, prix du meilleur scénario pour Sanctuaire